# Área marinha protegida
Área marinha protegida é um termo que se refere a um largo conjunto de regimes de protecção territorial a nível de zonas costeiras e insulares, com a definição de restrições à actividade humana de modo a proteger recursos biológicos, geológicos e culturais. Uma definição geralmente usada é a proposta pela União Internacional para a Conservação da Natureza, que as define como qualquer território intertidal ou subtidal, juntamente com a água que o cobre e flora, fauna e características históricas e culturais associadas, que tenham sido postas em reserva pela lei ou por outros meios efectivos que visem a protecção de parte ou de todo o meio ambiente aí definido.

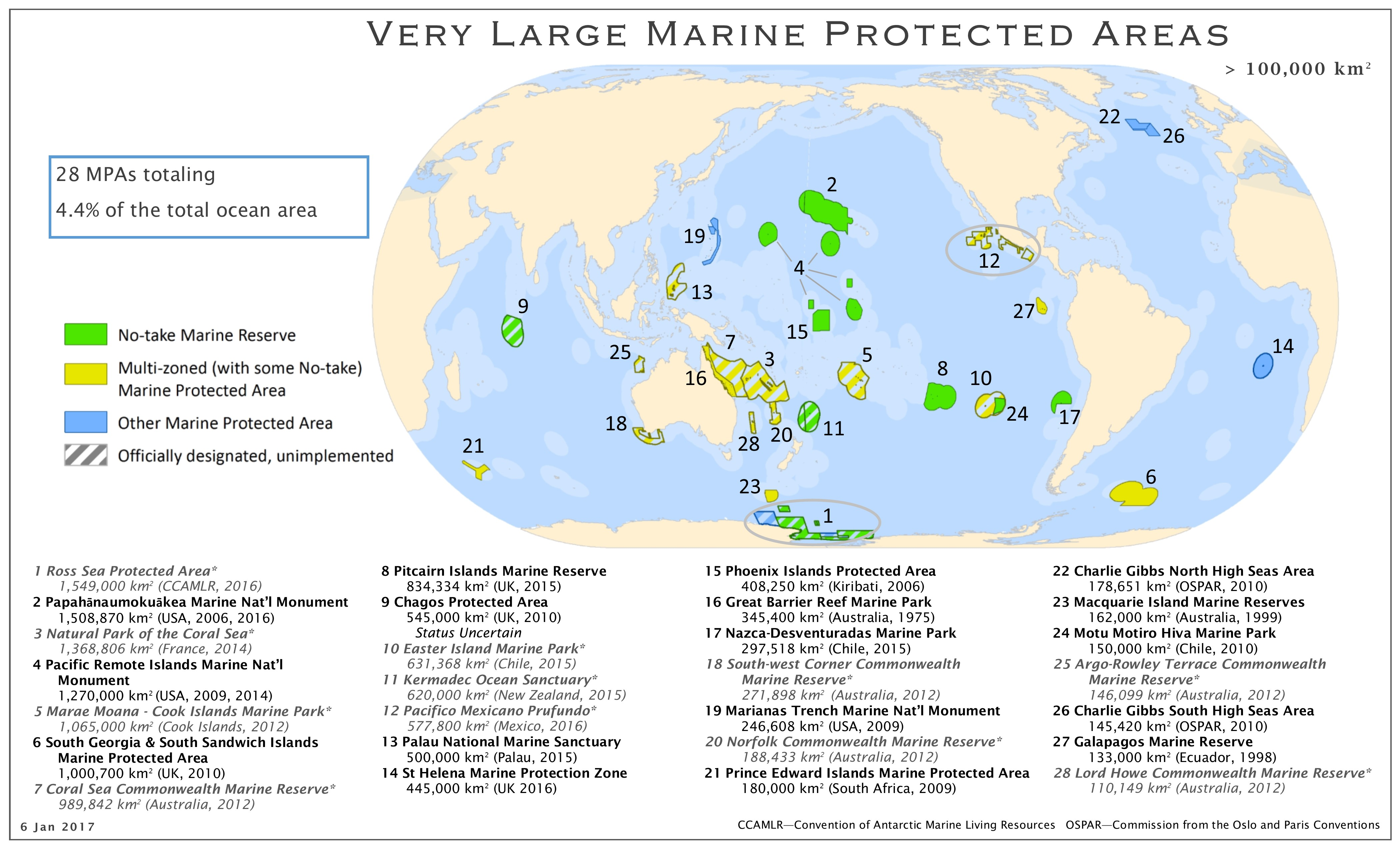
Mapa detalhado de áreas marinhas protegidas

## Definição
Existem duas maneiras de definir sistemas de áreas marinhas protegidas: um conjunto de pequenos sítios, cada um estritamente protegido, ou várias áreas de grande dimensão com múltiplos usos que contêm áreas estritamente protegidas no seu interior.
Globalmente são usados uma larga variedade de nomes para descrever áreas marinhas protegidas:
- Reservas Marinhas
- Parques Marinhos - áreas com múltiplos usos, com atividades como o turismo e a pesca de recreio e comercial, como o Parque Marinho de Grande Barreira de Corais na Austrália

## Objetivos
O objetivo principal das áreas marinhas protegidas é a conservação da biodiversidade.
O objetivo secundário das áreas marinhas protegidas é proporcionarem condições para uma alargada gama de atividades que são consistentes com o objetivo de conservação geral: gestão das pescarias, investigação, educação, importância social e histórica, turismo e uso de recreio.

## Portugal
Em Portugal existem 71 áreas marinhas protegidas.

### Áreas marinhas protegidas incluídas noParque Marinho dos Açores
Na Região Autónoma dos Açores as 58 áreas marinhas protegidas ocupam uma área de 112.635 km2.
Áreas marinhas protegidas situadas na zona económica exclusiva de Portugal: 
- Reserva Natural Marinha do Banco D. João de Castro.
- Reserva Natural Marinha do Campo Hidrotermal Menez Gwen.
- Reserva Natural Marinha do Campo Hidrotermal Lucky Strike.
- Reserva Natural Marinha do Monte Submarino Sedlo.
- Área Marinha Protegida Oceânica do Corvo.
- Área Marinha Protegida Oceânica do Faial.
- Área Marinha Protegida do Banco D. João de Castro.

Áreas marinhas protegidas situadas fora da zona económica exclusiva de Portugal:
- Reserva Natural Marinha do Campo Hidrotermal Rainbow.
- Área Marinha Protegida do Monte Submarino Altair.
- Área Marinha Protegida do Monte Submarino Antialtair.
- Área Marinha Protegida de área da Crista Médio-Atlântica a Norte dos Açores.

### Continente
Existem 8 áreas marinhas protegidas no continente português:
- Área Marinha Protegida das Avencas
- Reserva Natural das Lagoas de Santo André e de Sancha
- Parque Marinho Professor Luiz Saldanha
- Parque Natural do Litoral Norte
- Parque Natural da Ria Formosa
- Parque Natural do Sudoeste Alentejano e Costa Vicentina
- Reserva Marinha das Berlengas
- Reserva Natural das Dunas de São Jacinto

### Madeira
Existem 7 áreas marinhas protegidas na Região Autónoma da Madeira:
- Reserva Natural das Ilhas Desertas
- Reserva Natural das Ilhas Selvagens
- Rede de Áreas Marinhas Protegidas de Porto Santo
- Reserva Natural Parcial do Garajau
- Reserva Natural do Sítio da Rocha do Navio
- Parque Natural Marinho do Cabo Girão
- Parque Natural Marinho da Ponta do Pargo

## Timor-Leste
- Reserva Natural Aquática de Ataúro
- Parque Nacional Nino Konis Santana